# پرلود و فوگ در دو ماژور (BWV 870)

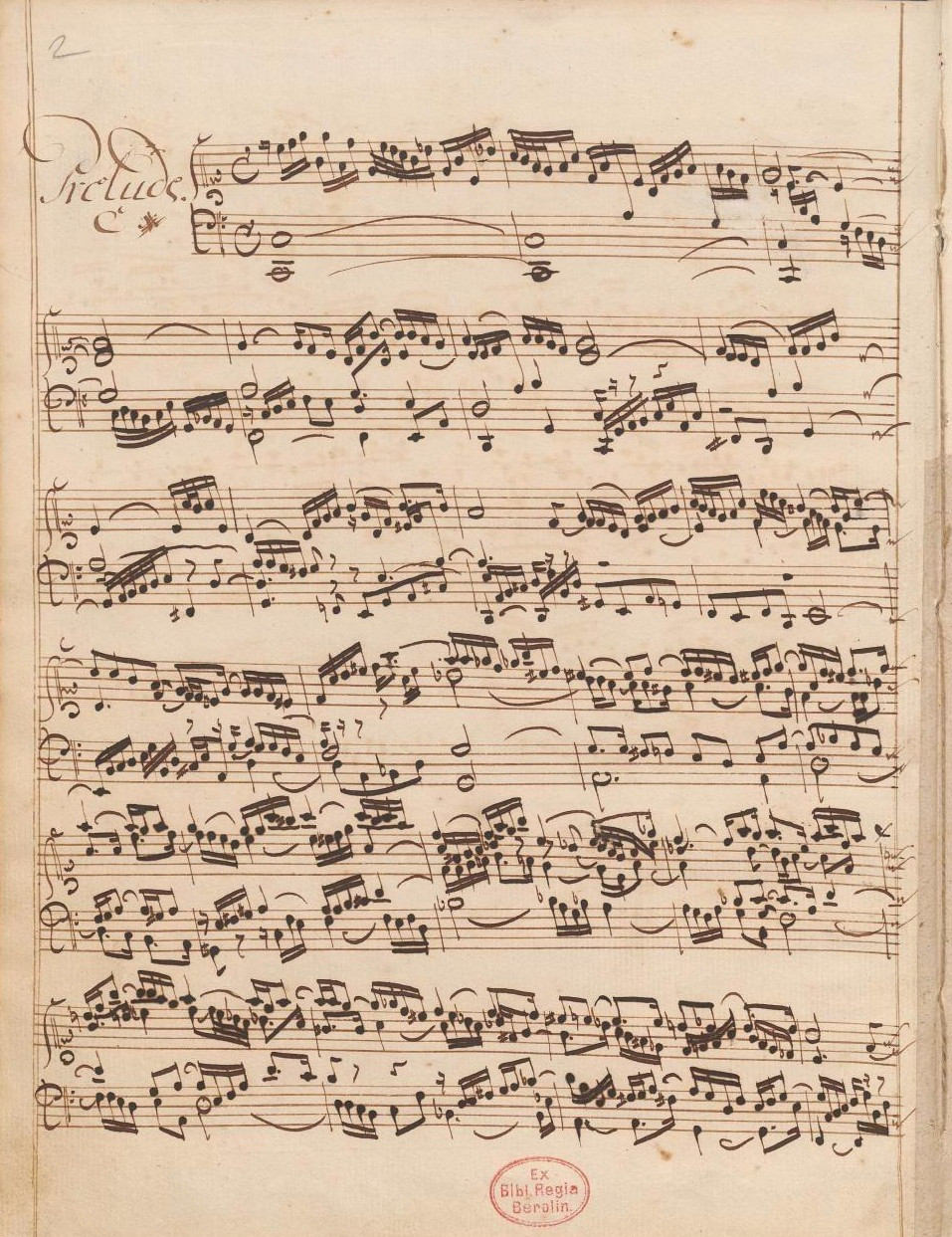
صفحۀ اول «پرلود در دو ماژور» از کتاب دوم «کلاویه خوش آهنگ»، رونویسی توسط «یوهان آلتنیکول»،۱۷۴۴.

پرلود و فوگ در دو ماژور (انگلیسی: Prelude and Fugue in C major, BWV 870)، یک اثر موسیقی برای ساز شستی‌دار است که توسط یوهان سباستیان باخ نوشته شده‌است. این نخستین «پرلود و فوگ در دو ماژور (BWV 870)»، از کتاب دومِِ کلاویه خوش‌آهنگ است، که شامل ۴۸ قطعۀ «پرلود و فوگ» در گام‌های «ماژور و مینور» می‌باشد.

## تحلیل

### پرلود
این قسمت بر خلافِ «پرلود و فوگ در دو ماژور (BWV 846)»، در کتاب اولِ کلاویه خوش‌آهنگ است، که اکثراً با آکورد شکسته شروع می‌کند، مقدمهٔ این پرلود دارای یک توالیِ مداوم از ایده‌های ملودیک است. سسیل گری (آهنگساز و منتقد اسکاتلندی، ۱۹۵۱ – ۱۸۹۵) می‌گوید: این پرلود «بسیار آزادتر است، و فرم و روش هوشمندانه‌ای دارد» و آن را با بداهه‌نوازی ارگ مقایسه می‌کند. جرولد لوینسون (استاد آمریکاییِ فلسفه و زیبایی‌شناسی) گفته است: «این پرداختی بیشتر از قطعات سنتی دارد، این بخش بدون وقفه، سکوت و بی‌اعتنا به فرود، از ابتدا تا انتها گسترش می‌یابد». دونالد تووی (موسیقی‌دان انگلیسی که به خاطر تحلیل آثار بتهوون و باخ معروف است، ۱۹۴۰ – ۱۸۷۵)، این مقدمه را «پر از معانی مضاعف و قابل دستیابی بر روی سازهای شستی‌دار، با نگه‌داشتن نت‌های ملودی می‌داند، به طوری که آنها به آکوردهای پایدار تبدیل می‌شوند (میزان ۳)، از طرف دیگر، به دست‌ها اجازه می‌دهد که دو قسمت را جداگانه و با ملودی‌های متفاوت اجرا کنند»:

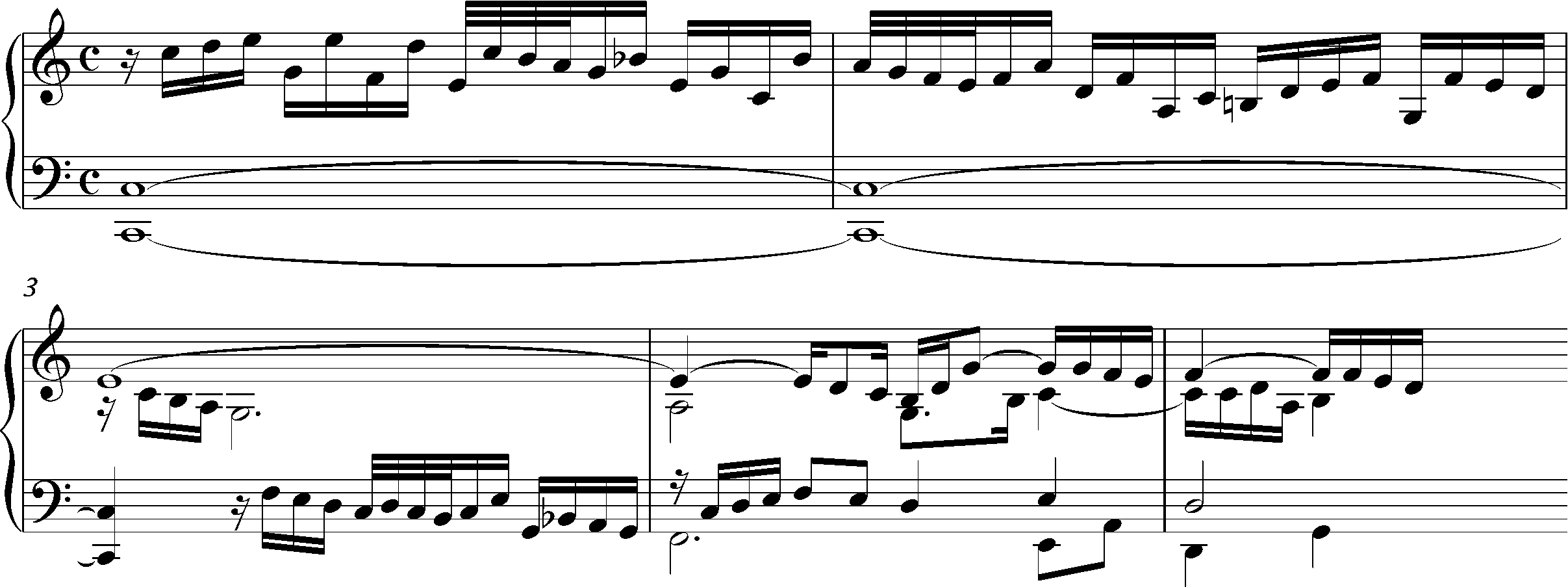
پرلود در دو ماژور، میزان ۱ تا ۵

حرکت بی‌وقفهٔ نت‌ها باعث پنهان شدنِ این واقعیت می‌شود که مقدمه به‌عنوان یک کل، با دقت ساخته شده‌است. تووی ادامه می‌دهد: «در وسطِ میزان ۵، طراحیِ بسط و گسترش شروع می‌شود»:

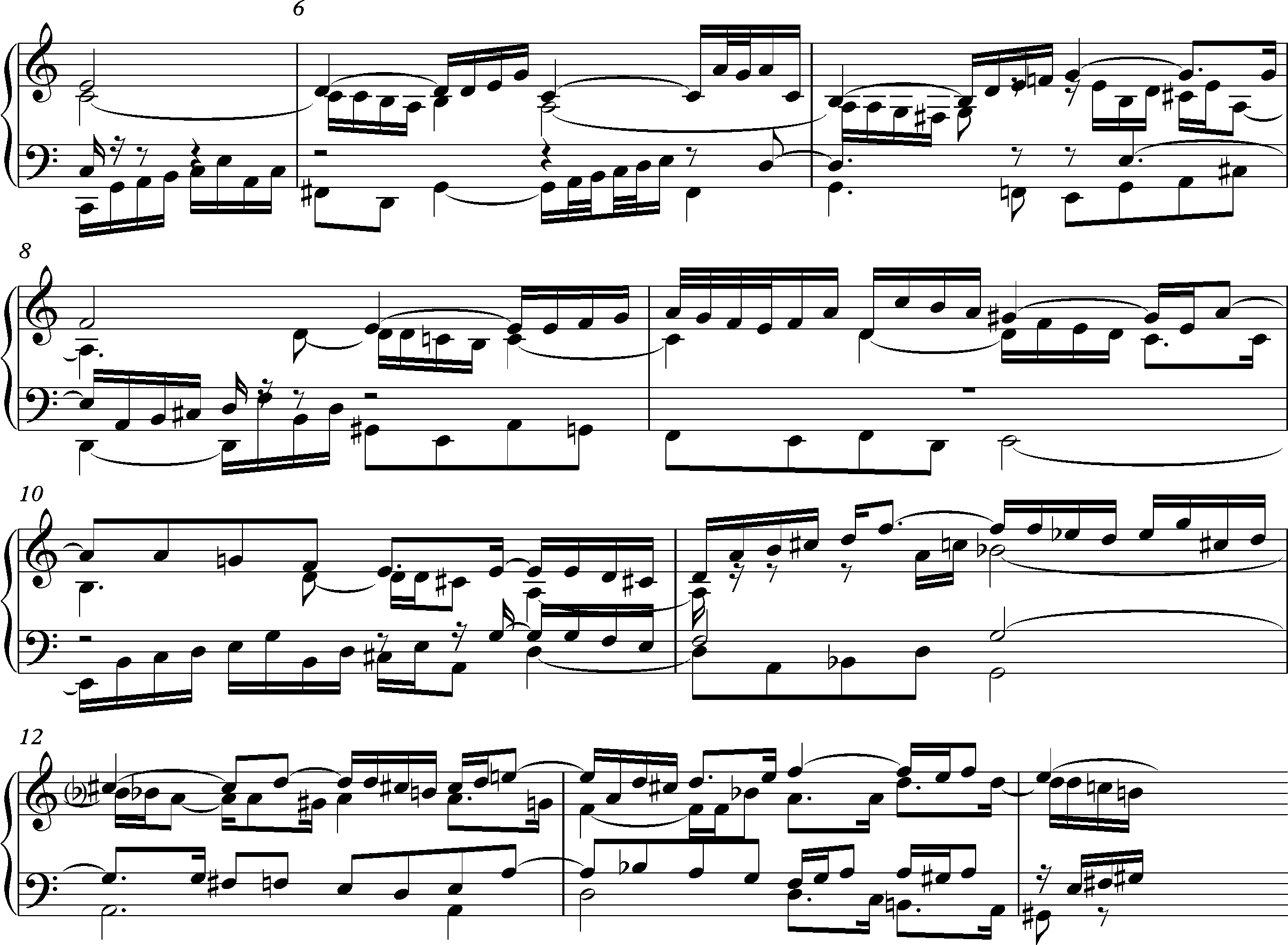
پرلود در دو ماژور، میزان ۵ تا ۱۴

این بخش، از میزان ۱۴ تا ۱۹، با پیوندهای یکپارچه از طریق گام‌های نسبی حرکت می‌کند.

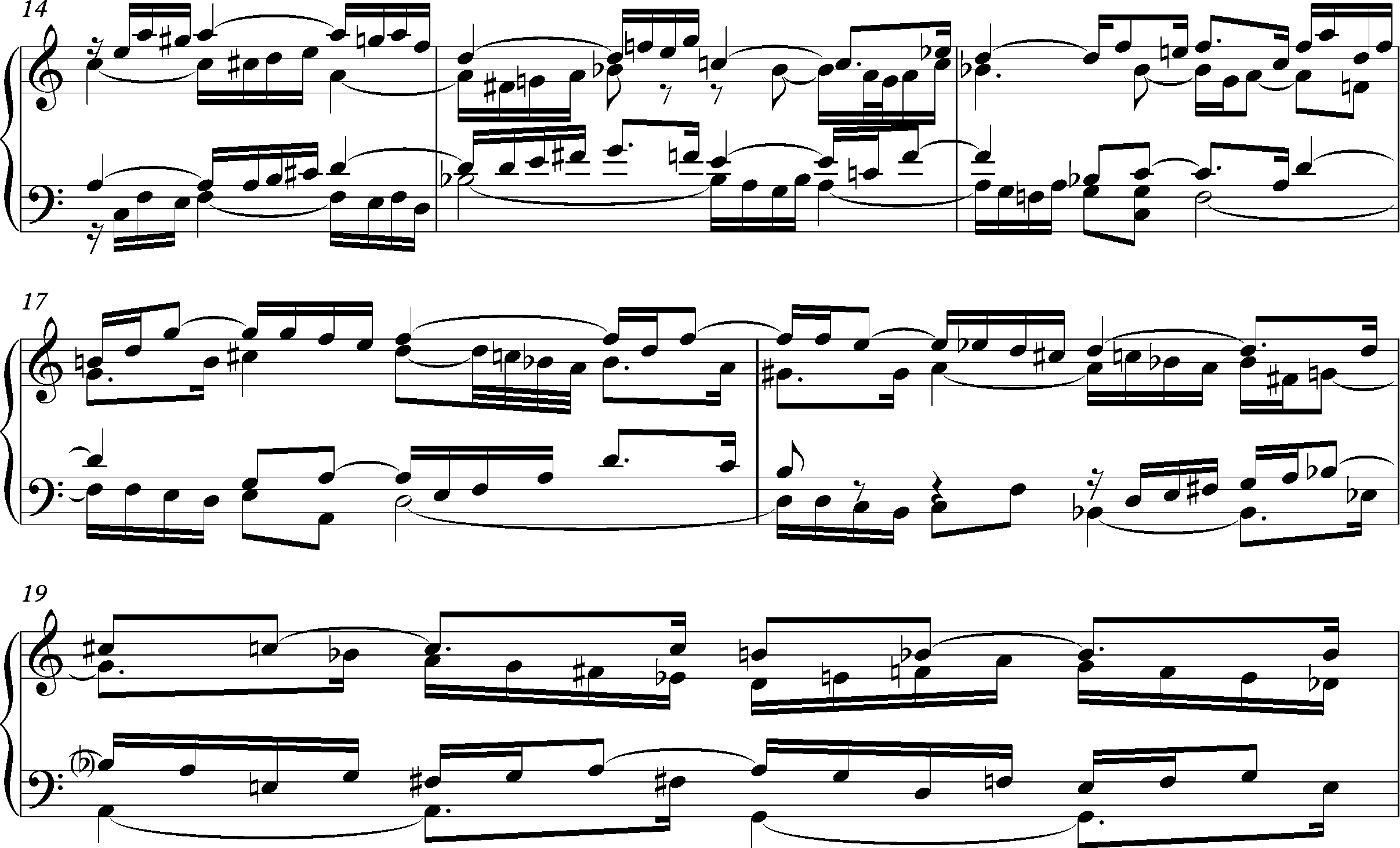
پرلود در دو ماژور، میزان ۱۴ تا ۱۹

سپس حرکتِ قطعه با تکرار میزان‌های ۵ تا ۱۳، همراه با تغییرات جزیی و آلتره در یک چهارم درست (فا ماژور) بالاتر، از میزان ۲۰ تا ۲۸، ادامه پیدا می‌کند:

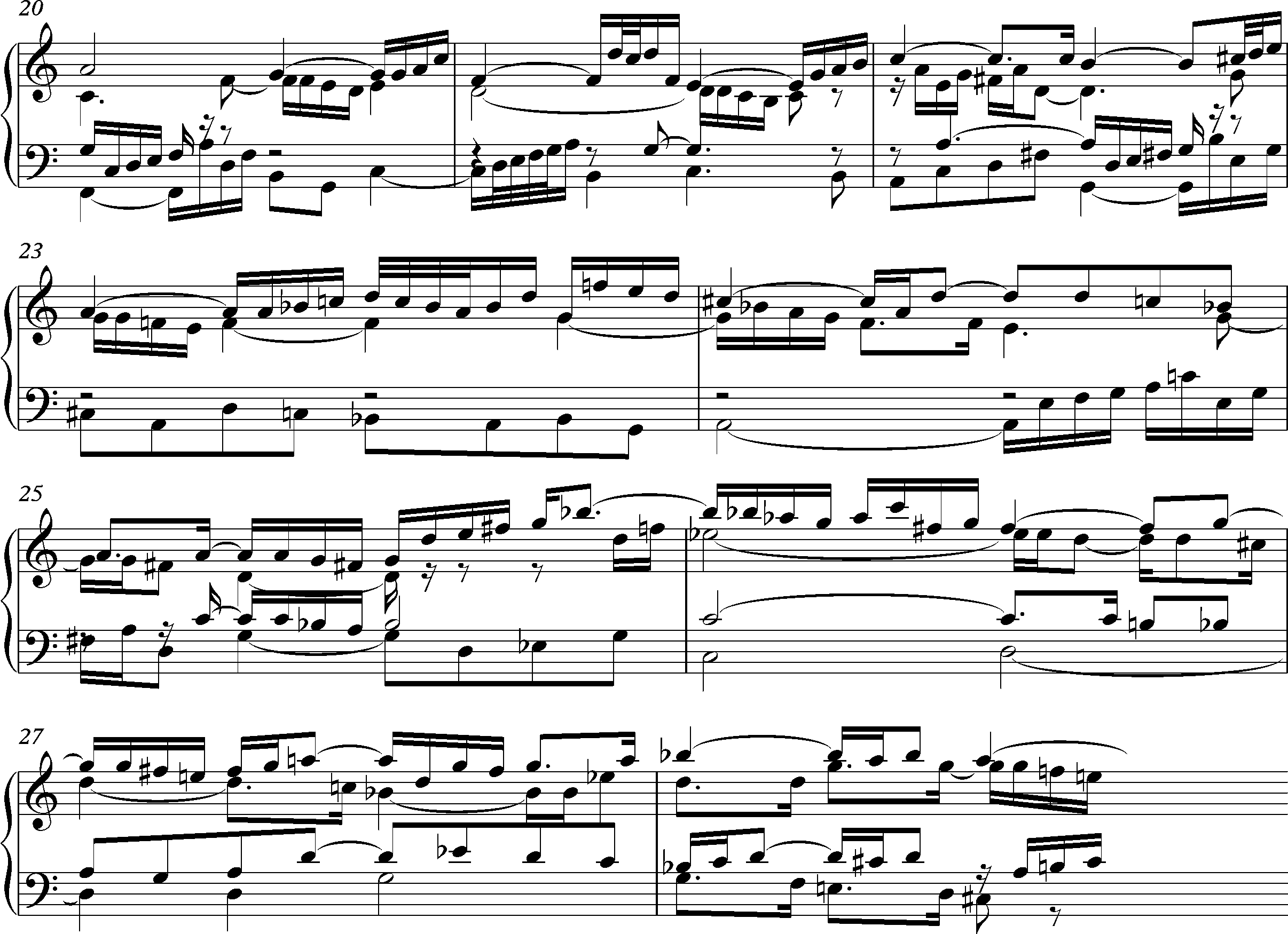
پرلود در دو ماژور، میزان ۲۰ تا ۲۸

میزان‌های نهایی با حضور در دو ماژور، تنها نقطهٔ فرود در کلِ قطعه است:

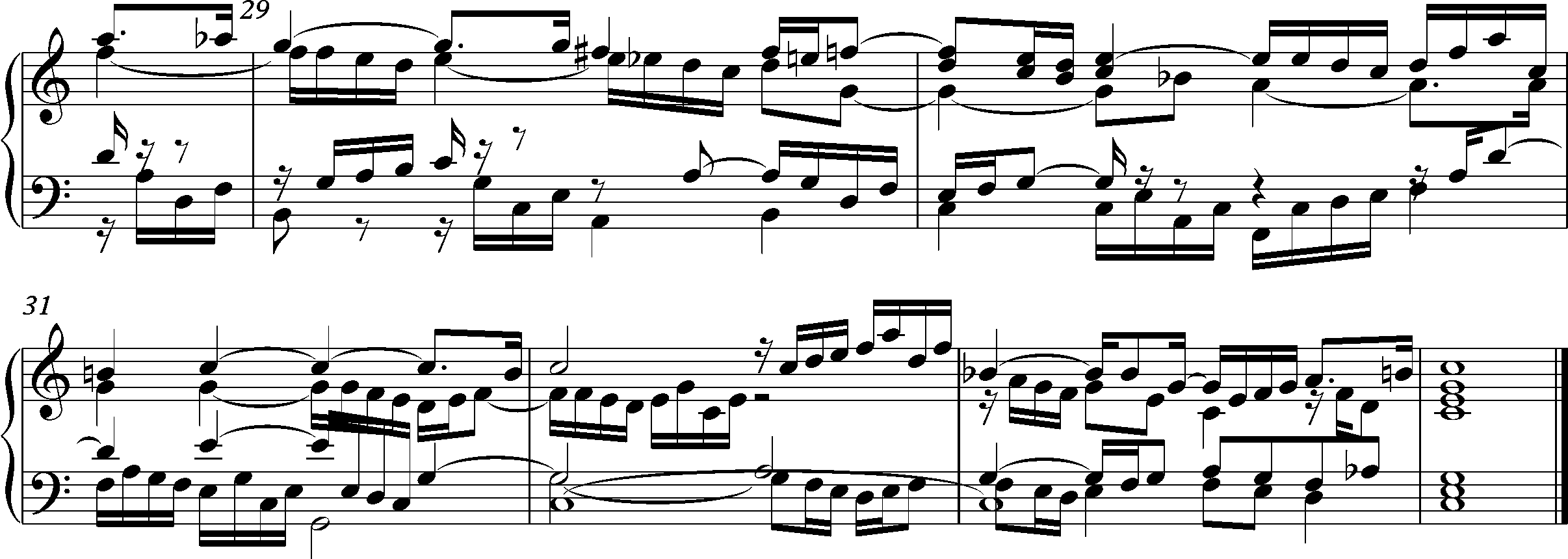
پرلود در دو ماژور، میزان‌های پایانی

### فوگ
فوگ در ۸۳ میزان ادامه دارد که برای سه‌صدا نوشته شده‌است و دارای یک تمِ چهار‌میزانی است و از بخش تنور آغاز می‌شود:

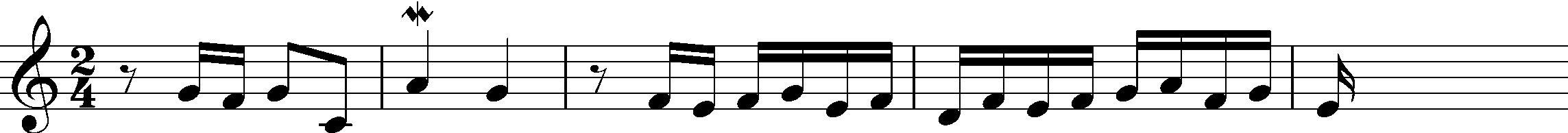
سوژهٔ فوگ

بعد از آن تم اصلی، سوژه در صدای آلتو و باس دنبال می‌شود. به گفتهٔ تووی، فوگ در حرکت به اوج، با یک کدا پایان می‌گیرد.

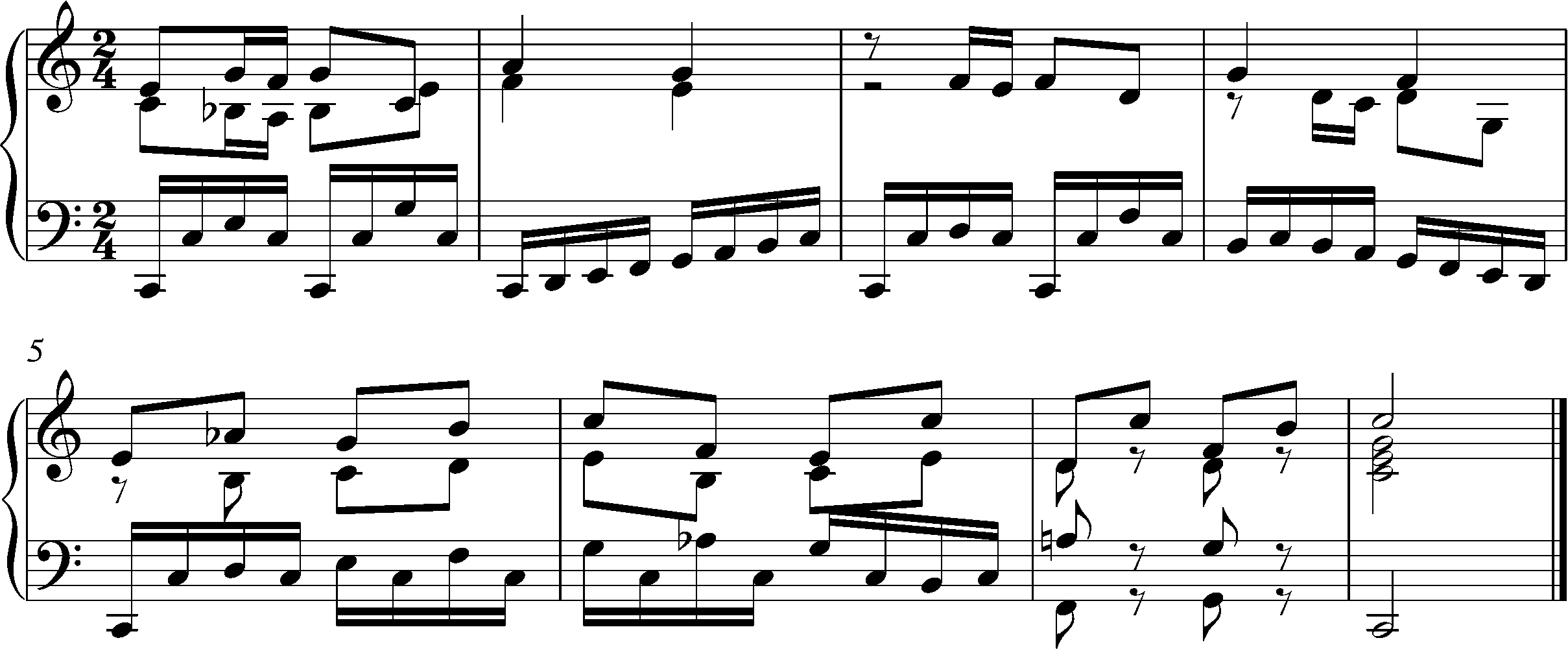
میزان‌های پایانی فوگ

تووی از ما می‌خواهد که «به نت مورد علاقهٔ باخ در تونیک توجه کنیم» (نت دو در باس)، که این امر به «قدرت و شادابیِ هشت میزان آخر» کمک کرده است.

## یادداشت
1. ↑  Johann Christoph Altnikol
2. ↑  Cecil William Turpie Gray
3. ↑  Jerrold Levinson
4. ↑  Donald Tovey